# Hirzel-Strassentunnel
Der Hirzel-Strassentunnel ist ein Projekt für einen rund 5 km langen, zweispurigen Tunnel, welcher den Raum Horgen/Wädenswil ZH mit dem Raum Walterswil ZG verbinden und die heutige Hirzelpassstrasse entlasten soll. Es handelt sich in der ursprünglichen Planung nicht um einen Autobahntunnel, obwohl dieser Strassentunnel das Autobahnende der Autobahn A14 mit dem Autobahnanschluss Wädenswil der Autobahn A3 verbinden würde. Lokale Kreise fordern seit über 20 Jahren den Bau dieses Tunnels. 
Der Hirzelpass bildet auf der wichtigen San-Bernardino-Route für Fahrten zwischen Basel und Chur via Autobahn A2 einen Flaschenhals, welcher zudem häufig durch Baustellen weiter verengt wird. Dies drückt sich vor allem dann in langen Staus vor und auf beiden Rampen aus, wenn die Gotthardautobahn infolge eines Ereignisses gesperrt werden muss und der Verkehr auf diese Ausweichroute umgeleitet wird, wie dies nach dem schweren Tunnelbrand 2001 oder nach dem Steinschlagunglück 2006 geschah. Das Verkehrsvolumen auf der heutigen Passstrasse beträgt bis zu 20'000 Fahrzeuge täglich.
Im Jahr 2006 gelangte das Projekt wieder zu Aktualität und wurde in die Richtpläne der beiden Kantone aufgenommen, eine genaue Linienführung steht jedoch noch nicht fest.